# Sybil Thorndike
Agnes Sybil Thorndike, CH, DBE (ur. 24 października 1882 w Gainsborough, zm. 9 czerwca 1976 w Londynie) – angielska aktorka filmowa i teatralna.
Od 1904 występowała w teatrach objazdowych w Wielkiej Brytanii i Stanach Zjednoczonych, a od 1908 głównie w londyńskich teatrach, w tym od 1914 do 1918 w Old Vic Theatre. Grała m.in. w dramatach Shakespeare’a (Sen nocy letniej, Król Lir, Makbet), dramatach antycznych (Trojanki Eurypidesa) oraz współczesnych sztukach Shawa (tytułowa rola w Świętej Joannie), Priestleya i Eliota. Występowała również za granicą.

## Filmografia[1]
- 1922:
  - Tense Moments with Great Authors jako Nancy
  - Esmeralda jako Esmeralda
  - Nancy jako Nancy
  - The Lady of the Camellias jako Margeurite Gautier
  - The Scarlet Letter jako Hester Prynne
  - Bleak House jako Lady Dedlock

- 1928: Dawn jako Edith Cavell
- 1931:
  - Hindle Wakes jako Pani Hawthorne
  - A Gentleman of Paris jako Lola Duval
- 1936: Róża Tudorów jako Ellen
- 1939: Sun Up jako Wdowa Cagle
- 1941: Major Barbara jako Generał
- 1947: The Life and Adventures of Nicholas Nickleby jako Pani Squeers
- 1949: Britannia Mews jako Pani „The Sow” Mounsey
- 1950: Dzikie serce jako Pani Marston
- 1951: 
  - Trema jako Pani Gill
  - Magiczna skrzynka jako Siedząca w Bath Studio
  - The Lady with Lamp jako Panna Bosanquet
- 1953: 
  - Melba jako Królowa Victoria
  - The Weak and the Wicked jako Mabel Wicks
- 1957: Książę i aktoreczka jako Królowa Matka
- 1959: 
  - Alive and Kicking jako Dora
  - Podając rękę diabłu jako Lady Fitzhugh
  - Jet Storm jako Emma Morgan
- 1960: Hand in Hand jako Lady Caroline
- 1961: The Big Gamble jako Ciotka Cathleen
- 1963: Uncle Vanya jako Pielęgniarka Marina
- 1970: The Great Inimitable Mr. Dickens jako Elizabeth Ball Dickens